# Michel Humair
Pour les articles homonymes, voir Humair.
Michel Humair, né à Undervelier dans le canton du Jura en Suisse le 23 avril 1926 et mort en France le 23 février 2019 à Cesson (Seine-et-Marne), est un peintre de la nouvelle École de Paris ayant vécu en France après son enfance en Suisse. Sa démarche a été qualifiée d'« impressionniste d'abstraction lyrique ».

## Biographie
Après des études de « dessinateur en publicité » à Lausanne, Michel Humair vient à Paris en 1947 où il s'inscrit à l'École nationale supérieure des beaux-arts de Paris et fréquente l'Académie de la Grande Chaumière à Montparnasse.
De 1968 à 1990, il partage son temps entre son atelier de la Butte-aux-Cailles à Paris et sa maison sur les bords de la Loire au Port Charbonnier, à côté de Langeais, où il retrouve le temps de vivre avec la nature.
Il s'installe ensuite dans un nouvel atelier à Aubervilliers et, dans la dernière décennie, au Nord de la Bourgogne, à Maillot près de Sens dans l'Yonne.

## L'œuvre
Michel Humair s'inspire d'abord des majestueux paysages suisses, hautes montagnes lumineuses, vallées et torrents, puis, après son installation à Paris en 1947, s'inscrit dans le courant non-figuratif à travers des toiles vigoureusement animées de rythmes dynamiques. Il y introduit une composante gestuelle qui le rapproche des peintres de l'abstraction lyrique.
Dans les années 1970 un graphisme cursif traverse ainsi les surfaces vigoureusement brossées qu'il articule dans des harmonies de gris et de sables. Sous une lumière d'ardoises, d'écorces et d'eaux vives, affleurent les bribes éparses d'une énigmatique calligraphie indistinctement minérale et végétale. Michel Humair les rassemblera pour de monumentales compositions dans lesquelles les multiples superpositions des traces de son geste font entrevoir comme les palimpsestes de l'univers matériel. 
À travers des évocations plus allusives sa peinture se renouvelle tandis que sa palette s'éveille en rougeoyantes intensités. Le signe plastique de  la fenêtre commence d'y assurer une communication, en les associant régulièrement, entre espaces intérieur et extérieur. Il peut encadrer une vision incertaine, comme en contrebas, de murs et terrasses irradiés de clarté, la mer à l'horizon, ouvrir, plus tard, sur les fines lumières marines du Finistère ou à l'inverse se teinter d'ombre au milieu d'un ruissellement printanier de glycines ou lilas.
À mi-chemin de la non-figuration et de l'abstraction la démarche évolutive de Michel Humair se nourrit sans cesse de ses rencontres, du plus proche quotidien au plus lointain. Les formes nerveusement déliées ou découpées de ses vases et bouquets vacillent au bord des textures frémissantes familières au peintre. 

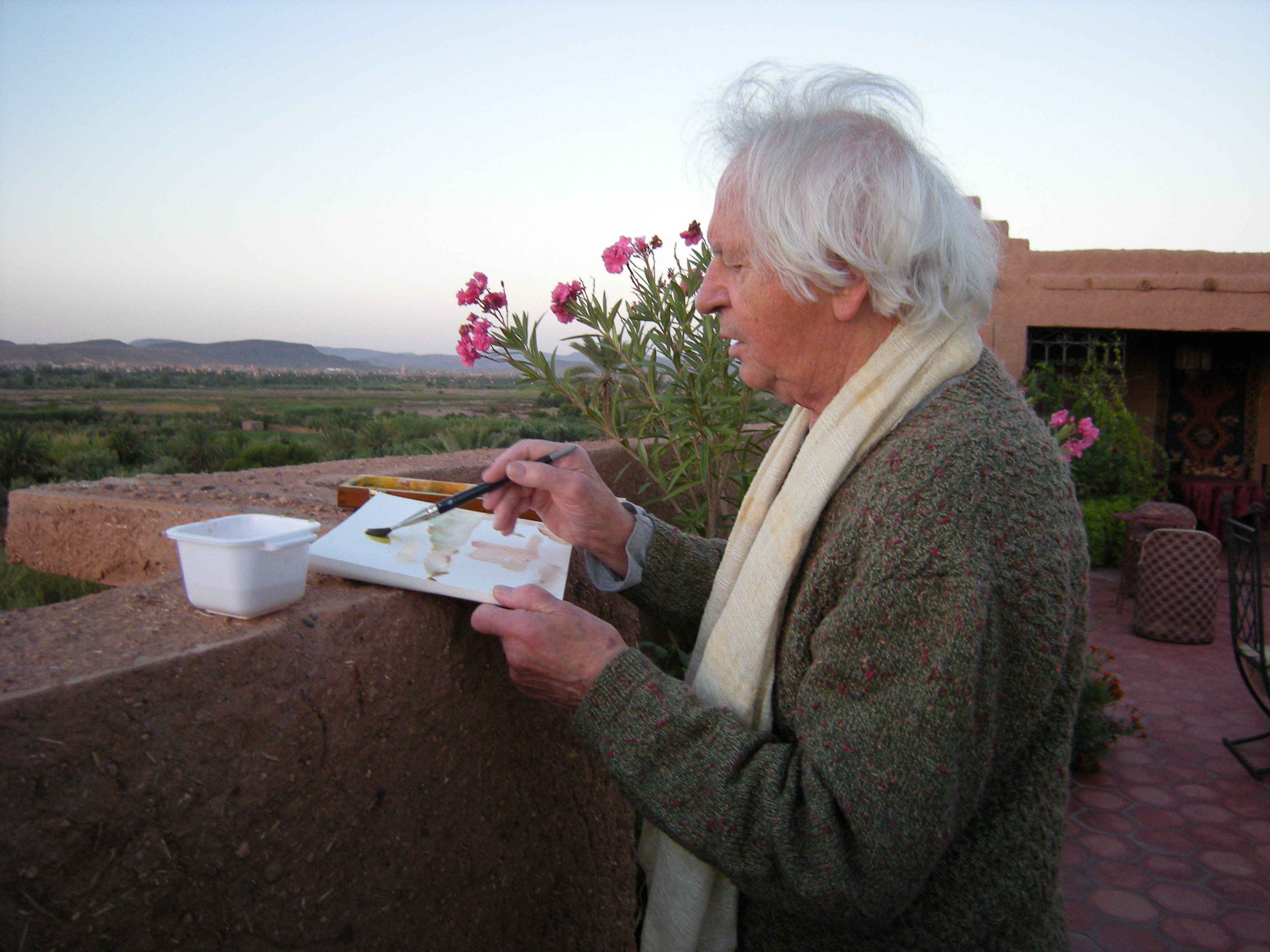
Michel Humair réalisant une aquarelle au Maroc (carnet de voyage)

Leur répondent les étendues lumineuses plus diffuses qu'Humair associe aux souvenirs des paysages qu'il découvre en Russie puis aux voiles des felouques et aux sables solaires de la Vallée du Nil. « À la recherche de nouveaux horizons, mes carnets de voyages m'ont permis, à six mois d'intervalle, de retrouver et de traduire mes émotions devant l'immensité de la Russie et la subtile coloration de l'Égypte », confie-t-il.
C'est ensuite autour de visions de Venise que ses toiles rougeoyantes conjuguent l'équilibre de leurs compositions, appuyées sur la stabilité des signes architecturaux qu'elles rassemblent librement, et la spontanéité du geste qui recrée la substance des façades.  
Michel Humair apparaît, auprès de Bouqueton, Nallard, Maria Manton ou Aksouh avec qui il a souvent exposé en France et à l'étranger, l'un des peintres les plus significatifs de la deuxième génération de la nouvelle École de Paris.
Un Espace Michel Humair présentant ses peintures est inauguré le 25 juin 2022 à Bersac-sur-Rivalier, à 38 km au nord-est de Limoges.

## Réception critique

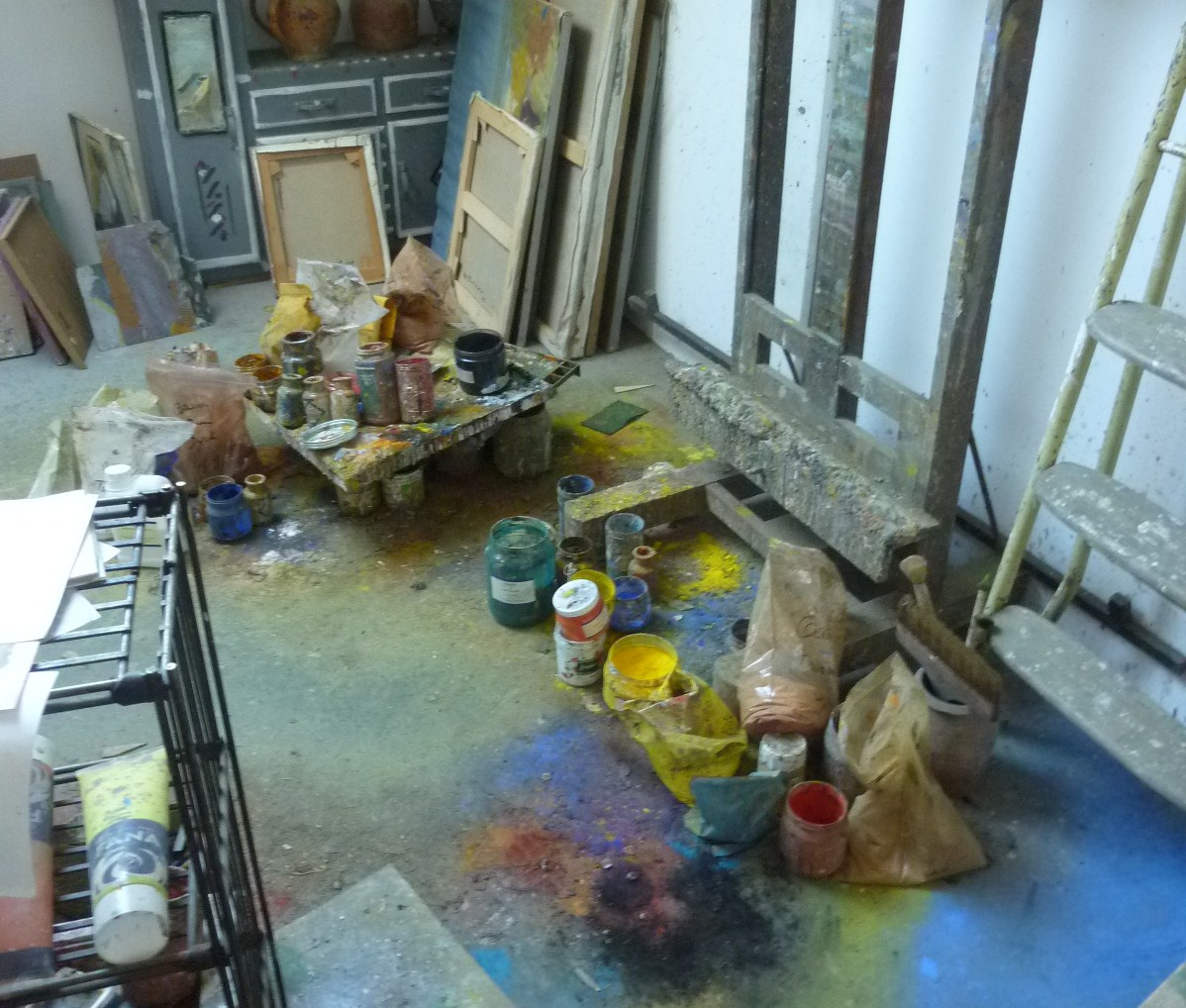
Atelier de Michel Humair en 2011

« Humair appartient à la seconde génération d'une abstraction qui privilégie le geste et le mouvement sous-jacents à une émotion fervente. (...) Celle-ci passe par la couleur et par ses contrastes, par les formes et par une matière sensuelle dont il exploite les richesses expressives au service de ce qu'il veut traduire : la vérité de son paysage. Sa perception émotionnelle immédiate brasse ses élans, ses attentes, ses goûts, que son pinceau épais et nerveux traduit par des inflexions amples, des flaques colorées impulsives, des mouvements animés aptes à produire des contrastes chromatiques. »
Lydia Harambourg, Michel Humair, émotion du réel, dans La Gazette de l'Hôtel Drouot, 8 septembre 2006 (p. 160).
« Michel Humair peint ce qu'il voit avec les yeux de l'esprit, ou plutôt avec les yeux de la main. (...) Il peint le plus souvent des paysages et des natures mortes, des éléments : eau, sable, rocher, ciel. Il peint l'intérieur comme l'extérieur. L'objet peint se fond sur la toile en attente du regard qui en fait le révélateur. La peinture de Michel Humair est bien une peinture en attente, en suspension. Elle est paysage mental. »
Bernard Ethuin-Coffinet, Une peinture en suspension, dans Michel Humair, Musées de Sens, 2006 (p. 9).
« Les voyages, à Venise, en Espagne, en Russie, en Égypte, ont nourris son œuvre, comme les bords de Loire où il aimait séjourner (...). Le bouillonnement des torrents, (...) l’éclair du poisson arraché à l’eau, se retrouvent dans ses premières toiles, comme par la suite la lumière d’Orient ou les brumes de la Neva. Les sables de la Loire, les ardoises de Touraine (...) l’inspiraient. Il s’identifiait aux paysages, à un être, à un vol d’oies cendrées qui se retrouvaient capturés dans ses tableaux. »
Youri, Hommage à Michel Humair, Salon des Réalités Nouvelles, 2019.

## Principales expositions

### Expositions personnelles
- 1954, Lausanne, à l'Atelier
- 1972, Lausanne, galerie Unip Art Contemporain
- 1977, Lausanne, galerie Planque
- 1979, Paris, La Galerie
- 1980, Lausanne, galerie Planque
- 1981, Toulouse, galerie P.J. Meurisse; Paris, galerie Bellint
- 1983, Toulouse, galerie P.J. Meurisse; Lausanne, galerie Planque; Paris, galerie Bellint
- 1984, Bienne (Suisse), galerie Muck
- 1987, Bordeaux, galerie Chapon; Paris, galerie Bellint
- 1988, Cortaillod (Suisse), galerie Jonas; Genève, galerie Föex
- 1989, Ballens/Morges (Suisse), galerie Roch
- 1990, Paris, galerie Bellint
- 1991, Ballens/Morges (Suisse), galerie Roch
- 1993, Nancy, galerie Lillebonne; Paris, galerie Bellint; Charleville-Mézières, Point Art-Rencontres
- 1994, Amsterdam, galerie de Boer
- 1995, Ballens/Morges (Suisse), galerie Roch
- 1996, Paris, galerie Bellint
- 1997, Ballens/Morges (Suisse), galerie Roch
- 1998, Paris, galerie Bellint
- 2001, Achères, bibliothèque Paul Éluard; Lézat, galerie Anima
- 2006, Michel Humair, émotions du réel, exposition rétrospective, Sens, orangerie des Musées
- 2009, Veules-les-Roses, galerie L'Espace
- 2014, Paris, Michel Humair, Souvenirs de Russie, aquarelles, éditions L. Mauguin

### Expositions collectives et salons
À partir de 1949 Michel Humair a participé à une quarantaine d'expositions collectives à Paris (aux côtés notamment de Bertholle, Seiler ou Chu Teh-Chun), en province ainsi qu'en Suisse et aux Pays-Bas.
Il est invité régulièrement depuis 1960 au Salon des Réalités Nouvelles. Il a également participé au salon de Montrouge (1978-1979) et celui d'Issy-les-Moulineaux (1984) ainsi qu'aux expositions Le Temps de Voir organisées par Geneviève Thèvenot (1978, 1980 et 1985). 
Ses peintures ont été présentées à la FIAC, Paris, de 1982 à 1984.
Il a également participé à l'Hommage à Geneviève Thèvenot, organisé par le Musée d'Art Moderne de Troyes en 1996.

## Musées
- Paris, Centre national des arts plastiques : 
  - Sans titre, 1976, acrylique sur toile, 74 × 58,5 cm, inventaire FNAC 32380 (1976)
  - Bords de Loire, 1978, acrylique sur papier marouflé sur toile, 100 × 80,5 cm, inventaire FNAC 33316 (1979, Salon des Réalités Nouvelles 1979)
- Musée des beaux-arts de Tours
- Musée cantonal des beaux-arts de Lausanne